# Ел Кондор пада
«Ел Кондор пада» (від серб: ел кондор пада — падає кондор) — сатирична пісня, що виконувалася сербською театральною трупою «Индексово радио позориште». Пісня була записана в 1999 році протягом війни в Косово. Текст пісні написаний Воя Жанетичем і Мічко Любічичем, мелодія запозичена з перуанської пісні El Cóndor Pasa.
Назва «Кондор» у пісні — фіктивна кодова назва американського бомбардувальника-стелс F-117 Nighthawk, один з яких був збитий сербськими військами протягом війни.
Текст пісні розповідає історію вигаданого американського пілота. Він був обманутий запевненнями, що політ абсолютно безпечний і літак «невидимий» для радарів. Пісня розповідає про його політ та збиття літака силами повітряної оборони Югославії. Пілота вдалося врятувати за допомогою 32 гелікоптерів, хоча він був майже захоплений селянами, озброєними вилами. Пісня підкреслює незнання натівськими військовослужбовцями ситуації в Косово, згадуючи, що вони навіть не знають, де воно розташоване.
Група «Индексово радио позориште», що виконувала пісню, дуже відома в Сербії, займаючи лідируючи позицій в рейтингу Београд 202, перш за все через свої політичні театральні постанови, особливо спрямовані проти Слободана Милошевича. Ця пісня швидко набрала популярності в Сербії протягом війни і часто звучала на радіостанціях. «Индексово радио позориште» записала ще кілька пісень протягом війни, висміюючи всі залучені в конфлікт сили. «Ел Кондор пада» і кілька інших з цих пісень увійшли до збірнику Oproštajni koncert.